# Wang Chung
Wang Chung – brytyjska grupa muzyki pop z nurtu New Wave.

## Historia
Zespół został założony przez Jeremy Rydera i Nicka Feldmana w 1977 roku w Wielkiej Brytanii pod nazwą Huang Chung. W 1983, dla ułatwienia w wymowie angielskojęzycznej, zmienił nawę na Wang Chung. Jego nazwa pochodzi z języka chińskiego i oznacza dosłownie "żółty dzwon". W okresie swojej świetności w latach 80. Wang Chung stanowił kwartet: Jeremy Ryder (ps. Jack Hues) – wokal/gitara, Nick Feldman (ps. Nick DeSpig) – bass, Darren Costin (ps. Darren Darwin) – klawisze, Dave Burnand (ps. Hogg Robinson) – saksofon. Wszyscy muzycy występowali pod pseudonimami. W latach 1981–1982 zespół wydał trzy single i jeden album, nie odniosły one jednak większego sukcesu. Dopiero drugi album Points on the Curve wydany w 1983 w Wielkiej Brytanii i w 1984 w Stanach Zjednoczonych przyniósł mu umiarkowany sukces. Pełnym sukcesem okazał się dla zespołu dopiero trzeci album – soundtrack do filmu Williama Friedkina Żyć i umrzeć w Los Angeles (To Live and Die in L.A.) z 1985 roku. Największym sukcesem zespołu był album czwarty, z 1986 roku na którym znalazły się najbardziej znane dziś utwory grupy, tj. Everybody Have Fun Tonight i Dance Hall Days. W 1989 roku ukazał się ich ostatni album The Warmer Side of Cool, a rok później grupa została oficjalnie rozwiązana. W 1997 roku składanką Everybody Wang Chung Tonight: Chung's Greatest Hits, zawierającą największe przeboje zespołu, nastąpiła reaktywacja grupy, która trwa do dzisiaj.

## Dyskografia
- 1982: Huang Chung
- 1983, 1984: Points on the Curve
- 1985: To Live and Die in L.A.
- 1986: Mosaic
- 1989: The Warmer Side of Cool
- 2010: Abducted by the 80s
- 1997: Everybody Wang Chung Tonight: Wang Chung's Greatest Hits
- 2002: 20th Century Masters – The Millennium Collection: The Best of Wang Chung